# 法属波利尼西亚地理

法属波利尼西亚地图

法属波利尼西亚由几组波利尼西亚群岛组成，包括：马克萨斯群岛、社会群岛（分为向风群岛与背风群岛）、南方群岛（含土布艾群岛与巴斯群岛）、土阿莫土群岛及甘比尔群岛。总面积为4,167km²，其中陆地3,660km²。

## 地貌
法属波利尼西亚共有118个岛屿。最高点为Orohena峰，海拔2,241m。海岸线长度为2,525km。

## 气候
法属波利尼西亚为热带气候。主要灾害为飓风。

## 自然资源
自然资源有木材、鱼类、水能、钴矿等。